# Nhật Bản học
Nhật Bản học (tiếng Anh: Japanese studies, Japan studies hoặc Japanology) là một bộ phận của Khu vực học và Đông Á học liên quan đến nghiên cứu khoa học xã hội và nhân văn về Nhật Bản. Nó kết hợp nhiều lĩnh vực nghiên cứu như ngôn ngữ, văn hoá, lịch sử, văn học, nghệ thuật, âm nhạc và khoa học về Nhật Bản. Nguồn gốc của nó có thể được bắt nguồn từ thời thời Edo bởi một người Hà Lan tại Dejima, Nagasaki. Năm 1872, Ernest Satow và Frederick Victor Dickins đã có nhiều đóng góp trong việc phát triển các Nhật Bản học thành một ngành khoa học độc lập.

## Ấn phẩm Nhật Bản học
Hiệp hội Nghiên cứu Nhật Bản tại Hoa Kỳ đã công bố Tạp chí Nhật Bản học (JJS) từ năm 1974. Đây là tạp chí định kỳ 6 tháng nghiên cứu về Nhật Bản ở Hoa Kỳ. JJS được hỗ trợ tài chính từ Quỹ Nhật Bản, Đại học Georgetown và Đại học Washington. Ngoài ra còn có các nguồn tài trợ từ Tập đoàn Kyocera và Tổ chức Cấp quốc gia về Nhân văn.
Hiệp hội Nghiên cứu Nhật Bản nước Anh (BAJS), được thành lập vào năm 1974, là một hiệp hội được bảo trợ chủ yếu bởi Toshiba và Tổ chức Nhật Bản Foundation. BAJS xuất bản một tạp chí khoa học có tên là Diễn đàn Nhật Bản.
Tại Châu Âu, Hiệp hội Nghiên cứu Nhật Bản Châu Âu (EAJS) cũng được Toshiba và Quỹ Nhật Bản tài trợ. Tổ chức này đã tổ chức các hội nghị ba năm một lần tại châu Âu kể từ năm 1973. Các tạp chí chuyên ngành khác của Nhật Bản học bao gồm Monumenta Nipponica, tạp chí tiếng Anh hàng năm, liên kết với Đại học Sophia ở Tokyo và Tạp chí Khoa học Xã hội Nhật Bản do Nhà xuất bản Đại học Oxford xuất bản.

## Các nhà Nhật học nổi bật
- Boris Akunin
- Ruth Benedict
- Basil Hall Chamberlain
- Carol Gluck
- Lafcadio Hearn
- Donald Keene
- Fosco Maraini
- Edwin O. Reischauer
- Ernest Mason Satow
- Edward Seidensticker
- Mike Takano
- Francis Xavier
- Judit Hidasi

## Tạp chí học thuật
- Bản tin của Bảo tàng Lịch sử Nhật Bản bằng tiếng Nhật
- Lịch sử Đông Á
- Diễn đàn Nhật Bản
- Tạp chí Nhật Bản học
- Tạp chí Nghiên cứu Tôn giáo Nhật Bản
- Tạp chí Nghiên cứu Nhật Bản
- Monumenta Nipponica, Tạp chí Nhật Bản học bằng tiếng Anh
- Trung-Nhật học
- Tạp chí Khoa học Xã hội Nhật Bản

### Library guides
- "Japan Studies". Research & Subject Guides. Washington DC: Georgetown University Library.
- Harvard Library. "Japanese Studies". Research Guides. Cambridge, Massachusetts: Harvard University.
- "Japanese Studies Research Guide". LibGuides. Evanston, Illinois, USA: Northwestern University Library.